# Il mistero di Wetherby
Il mistero di Wetherby (Wetherby) è un film del 1985 diretto da David Hare.

## Trama
Una nubile e stimata insegnante di mezza età, Jean Travers, vive in una pittoresca casa a Wetherby, un villaggio dello Yorkshire. Da giovane era stata innamorata di un giovane partito per la guerra e rimasto ucciso. Una sera organizza una piccola cena con i suoi amici di lunga data. Uno degli ospiti è il giovane John Morgan, che in pratica si è imbucato: gli amici di Jean pensano l’abbia invitato lei, mentre la donna crede sia stato portato da loro. Il giorno successivo, John Morgan torna a casa di Jean, si siede per una tazza di tè e si spara alla testa. Iniziano le indagini della polizia e Jean viene interrogata. Qualche giorno dopo, una ragazza di nome Karen, sedicente amica di Morgan e residente nell’Essex, bussa alla porta di Jean, che la invita a restare per la notte. La ragazza si insinua nella vita e nella casa di Jean e non mostra alcuna intenzione di andarsene. Imbronciata ed egocentrica, Karen è curiosamente insensibile alla morte di Morgan ed è persino ostile alla sua memoria.

## Riconoscimenti
- 1985 – Festival internazionale del cinema di Berlino

Orso d'oro a David Hare